# Pegaso
Pegaso (Пегасо) — з 1946 року іспанський виробник автомобілів та тракторів. Штаб-квартира розташована в Барселоні. 1990 року компанію купує фірма Iveco. У 1957 році компанія припинила виробництво легкових автомобілів.

## Заснування компанії. Вільфредо Рікарт
З наказу генерала Франко завод «Іспано-Сюїза» був націоналізований і підпорядкований Національному інституту промисловості (Instituto Nacional de Industria — INI). INI створює на цій основі компанію ENASA (Empresa Nacional de Autocamiones SA) і Навчальний центр автомобільних техніків — CETA (Centro de Estudios Técnicos de Automoción). Обидві організації підпорядковувалися міністру промисловості і торгівлі адміралу Хуану Антоніо Суанзесу.
Він вирішує в першій організації налагодити виробництво вантажних автомобілів, які продаватимуться під маркою Pegaso, а на ділі є вантажівками Hispano-Suiza, а в другій організації — займатися навчанням інженерів, конструкторів і т. д., тобто, по суті — кузня кадрів.
Управляти цими організаціями він запрошує Вільфредо Пелахо Рікарта. Він починав ще в 1918 році у віці 20 років продавати автомобілі марки Hispano-Suiza, потім побудував в 1922 році 1.5 л 4-циліндрові 16-клапанні автомобілі, які досить успішно ганяли в гонках «войтюреток», а в 1926 році заснував власну компанію Motores y Automóviles Ricart, в 1936 році він перейшов працювати в Alfa Romeo, де створив багато моторів, починаючи від гоночних і кінчаючи авіаційними. У його скарбничці був 3-літровий V16 мотор з 64 клапанами для гоночного «Альфа Ромео», крім іншого, мотор мав 5 нагнітачів і розвивав 490 сил, стояв він на гоночному «Альфа Ромео Типо 162».
До речі, у Рікарта були натягнуті відносини з Енцо Феррарі, і саме через нього Енцо пішов з «Альфа Ромео». Кажуть, що Рікарт ходив на черевиках з дуже товстою підошвою, і Енцо запитав у нього, чого він ходить в таких черевиках, на що Вільфредо відповів: «Щоб не струшувати мозок генія».
У 1945 році, після війни, Рікарт повернувся до Іспанії, щоб трохи перепочити після напруженого воєнного часу. В цей час йому приходить пропозиція з фірми «Студебеккер» — зайняти посаду головного інженера, але в підсумку він воліє залишитися на батьківщині і зайнятися автомобільною промисловістю Іспанії. До речі, завдяки Хуану Антоніо Суанзесу в 1950 році з'явилася і фірма SEAT.

## Початок виробництва автомобілів
Рікарт вибирає посаду технічного директора «ЕНАСА», під його керівництвом вирішується будувати техніку, даючи кодові назви проєктам.
Попереду повинна стояти буква Z, як співзвучна організації СЕТА, потім йдуть цифри: 100 — легкові автомобілі, 200 — вантажні, 400 — автобуси, 700 — трактори і так далі. Ім'я «Пегасо» також було придумано Рікартом, оскільки у Енцо був жеребець на емблемі гоночної команди, то Рікарт вирішив встановити на автомобілі іспанської компанії міфічного коня.
Першим легковим автомобілем, який почав конструювати СЕТА, став Z101. Це мав бути 12-циліндровий 4.5 л представницький автомобіль для державних чиновників, однак автомобіль так і не був побудований.
Тоді Рікарт береться обговорити з генералом Франко можливість побудови спортивного автомобіля, який би представляв гордість Іспанії, Рікарт би цим потішив своє честолюбство інженера (а то будувати вантажівки, тролейбуси і автобуси не так гонорово, як спорткари), а Франко би мав можливість показати світу, що в Іспанії вміють будувати гарні і швидкі автомобілі. У підсумку проєкту дається зелене світло.

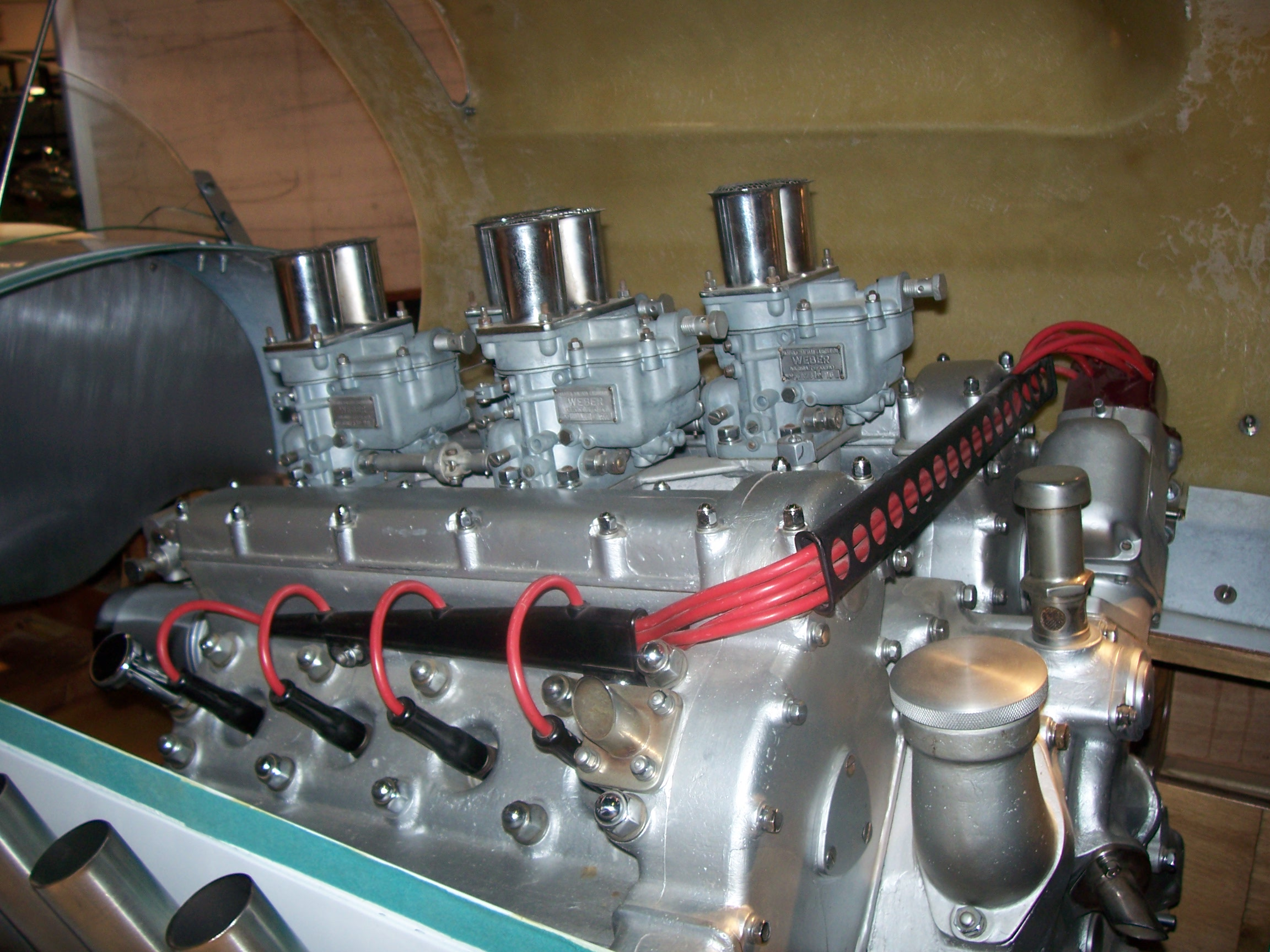
Мотор V8

Рікарт конструює по істині дуже передовий мотор V8, об'ємом 2.5 л, машина має 4 верхніх розподільчих вала, сухе змащення картера, камери згоряння напівсферичні, головки блоку і картер виготовлені з силуміну, карбюраторів може бути від 1 до 4-х, можлива установка компресора, найслабший варіант розвиває 142 сили, з компресором — 200, маса мотора без компресора становила 190 кг.
Рама була штампована сталева, ззаду стояла підвіска «Де Діон» торсіонна, з реактивними штангами і амортизаторами (до речі, на той момент вона вважалася найкращою конструкцією, що можна було побудувати за «типом Де Діон»), а спереду була незалежна торсіонна. Коробка передач була 5-ступінчастою, причому, КПП перебувала в задній частині, поруч з диференціалом, так звана Trans-Axle схема, гальма всіх коліс були барабанними, але для кращої вентиляції у фірми Borrani були замовлені литі диски з максимальною кількістю отворів для охолодження барабанів.

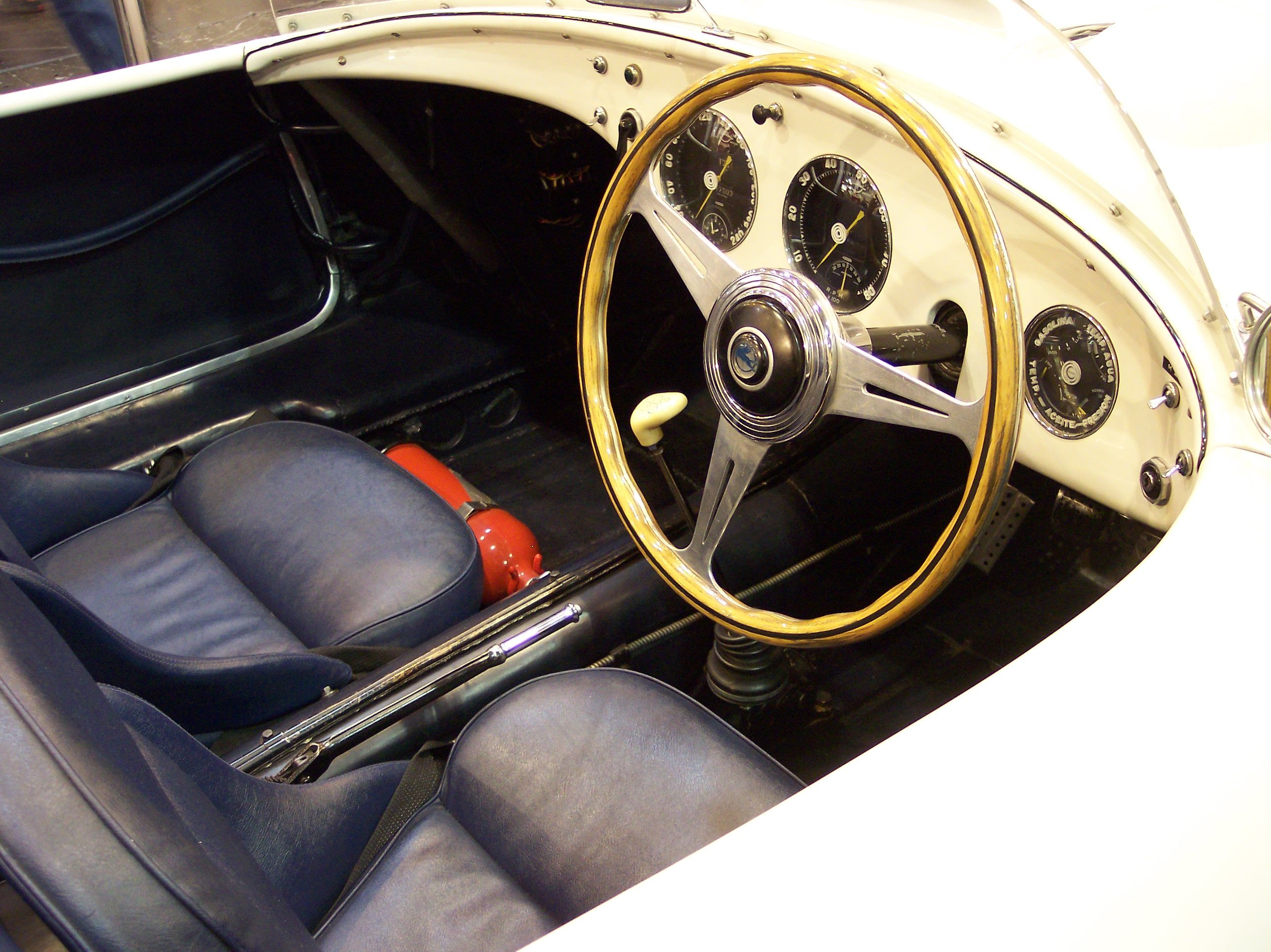
Салон Pegaso Z102

Прем'єра автомобіля пройшла восени 1951 року в Парижі, для автошоу було побудовано 2 автомобілі, один з кузовом купе, другий — дропхед.

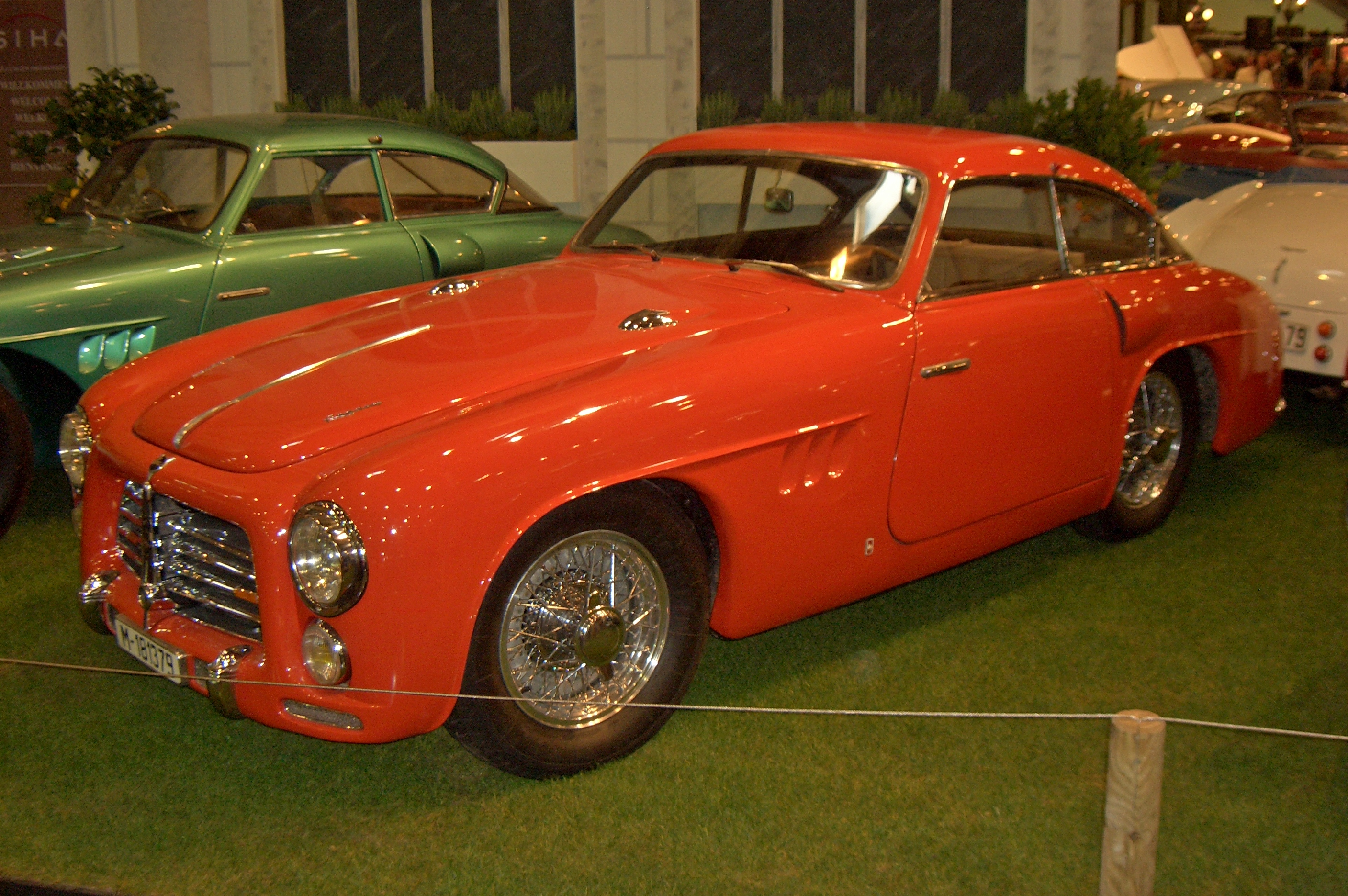
Pegaso Z102 Berlineta

До речі, двох однакових «Пегасо» не існує, всі кузови, які робилися або на власному заводі, або кузовщиками, виготовлялися чисто виходячи з побажань замовника.

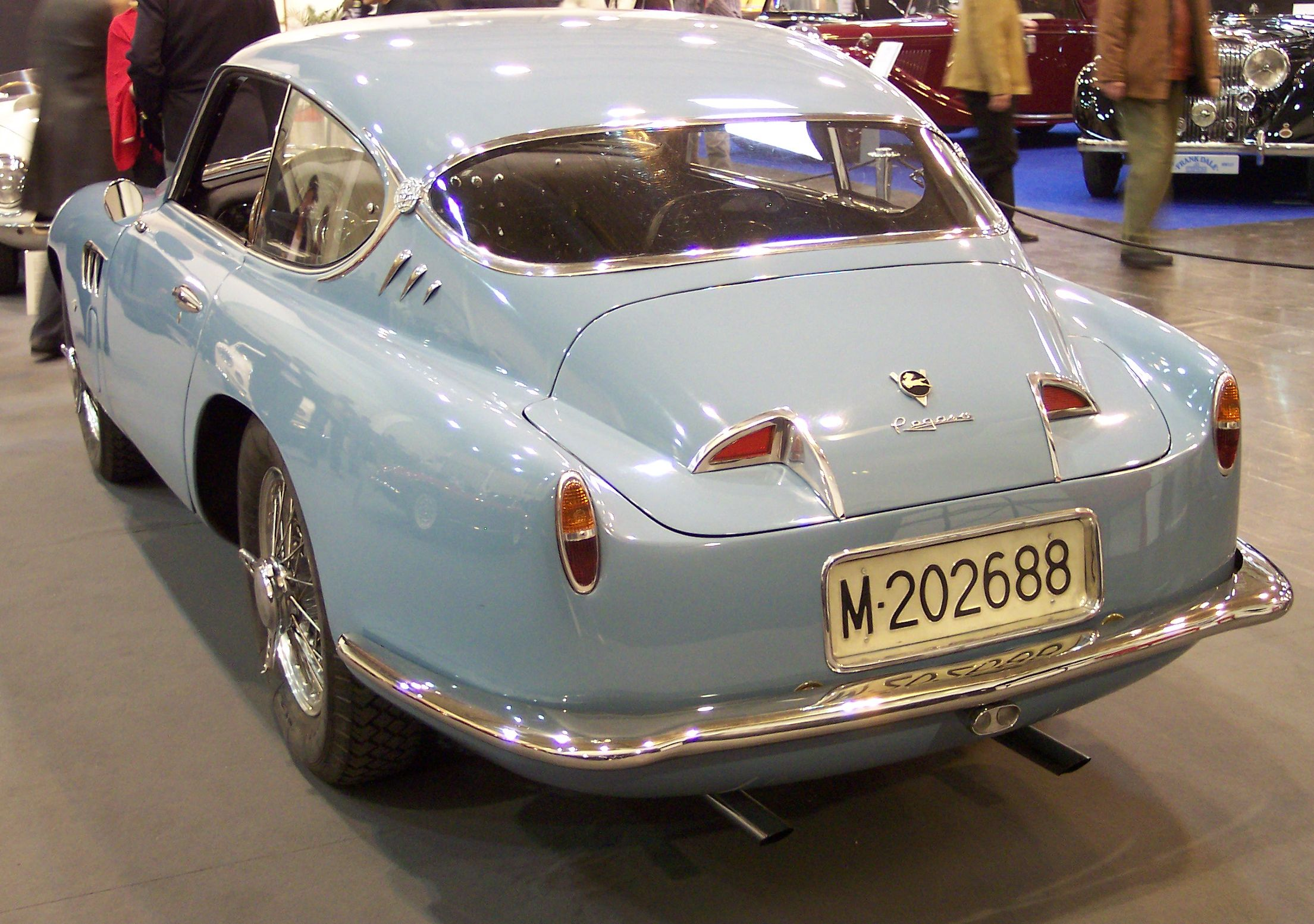
Pegaso Z102 Berlineta Saoutchik

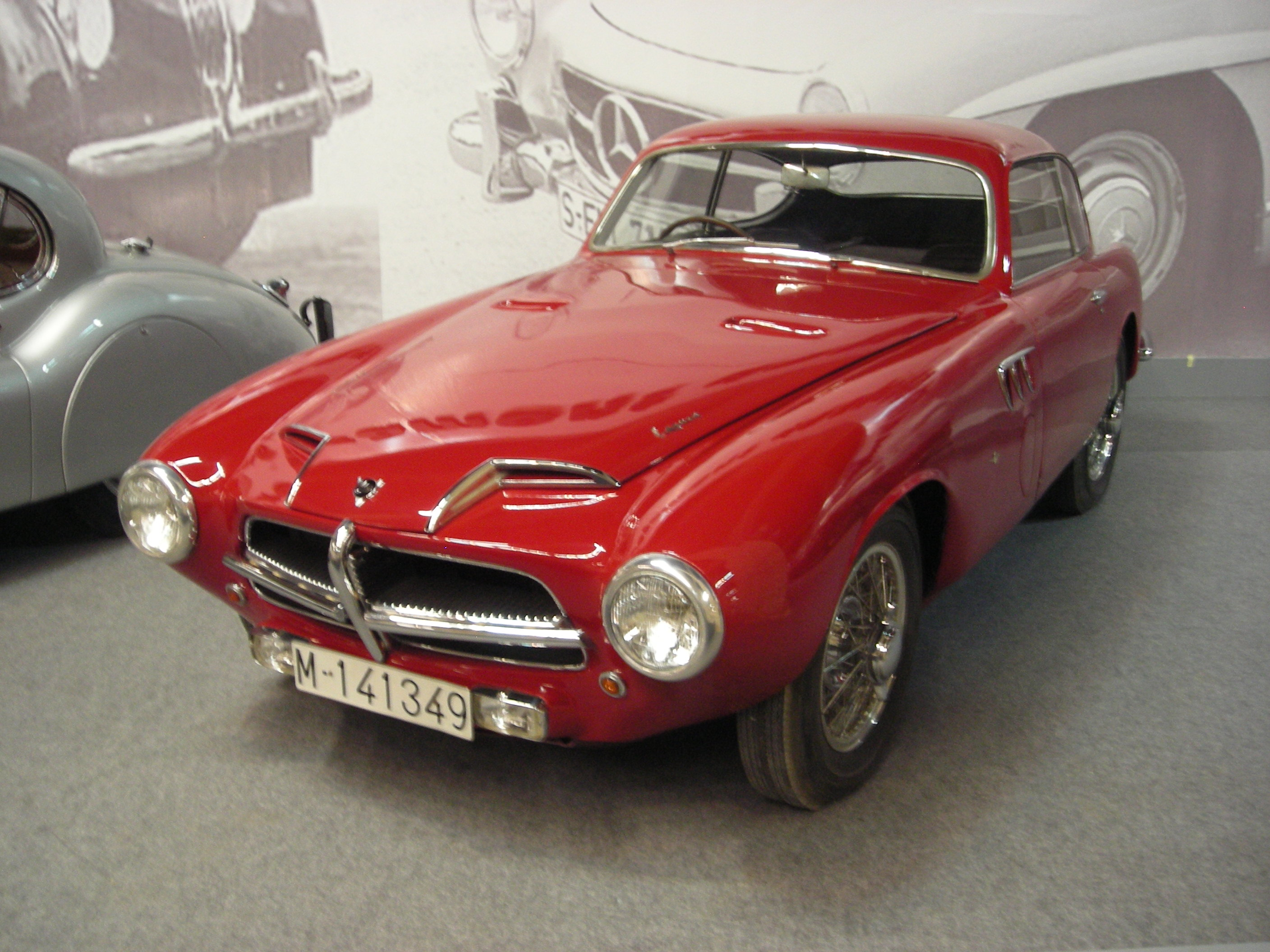
Pegaso Z102 Touring Tibidabo

До кінця 1951 року було побудовано 5 автомобілів, у тому числі ті, які були виставлені на автошоу в Парижі. У 1952 році з'являється 2.8 л мотор, машина отримує найменування Z102B, потужність цієї машини варіювалася від 200 до 260 к.с., остання досягалася при використанні нагнітача фірми Roots. У цьому році було випущено 16 машин, у тому числі з дуже витонченими кузовами.

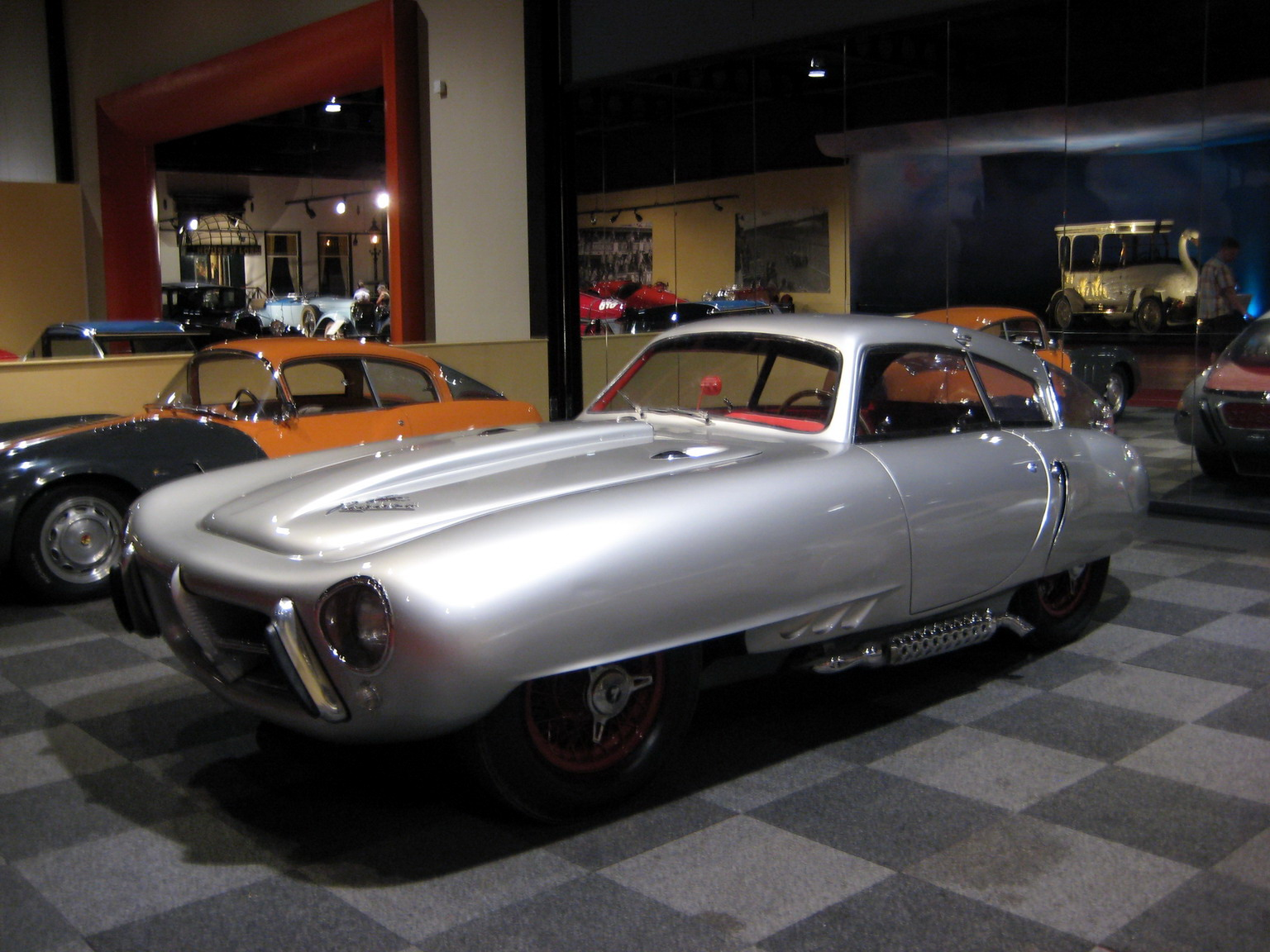
Pegaso Z102 Cupulo

Серед незвичайних був виготовлений з алюмінію на заводі Сагрера — «Куполо», який купив диктатор Санта Домінго — Рафаель Леонідас Трухільйо, він перейменував цей автомобіль з Cupolo в Rosa de Thé. До речі, потім його син запрошував заводських гонщиків «Пегасо» брати участь у перегонах на цій машині.
У червні 1952 року дві машини з мотором 2.8 л (на який було встановлено 4 карбюратора «Вебер») повинні були взяти участь у Гран-Прі в Монако, оскільки машини робили поспіхом, то їх не встигли протестувати, тому вирішили випробувати по шляху з Барселони в Монако. За кермо сіли заводські механіки Хоакін Паласіо і Селсу Фернандес, хлопці старалися вичавити з машин все, що можливо, щоб не було ексцесів на трасі. Однак вони з'явилися по дорозі в Монако, у машин відмовили гальма, довелося їх регулювати. Однак під час гонок на обох машинах відмовила паливна система, так що вони зійшли з перегонів.

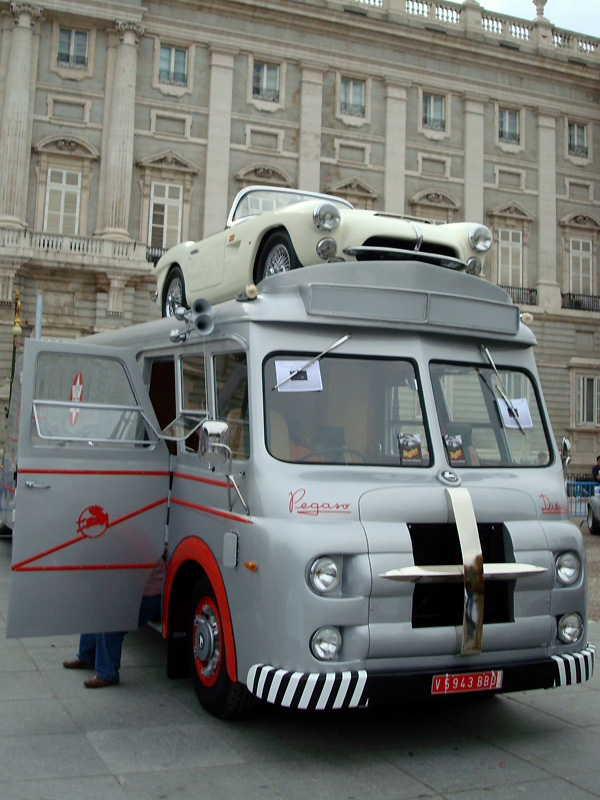
Pegaso Z401 El Bacalao

До речі, була побудована машина технічної допомоги на базі автобуса 401 серії, цей автомобіль поміщав одну машину у своєму кузові, плюс залишався простір для запасних частин, оскільки довжина його була 11 м. Цей автомобіль, що отримав назву «El Bacalao» (що означає «Оселедець») оснащувався потужним 140-сильним дизельним мотором і 4-ступінчастою коробкою передач, а також заднім мостом з двома передавальними числами (таким чином, передач було 8).

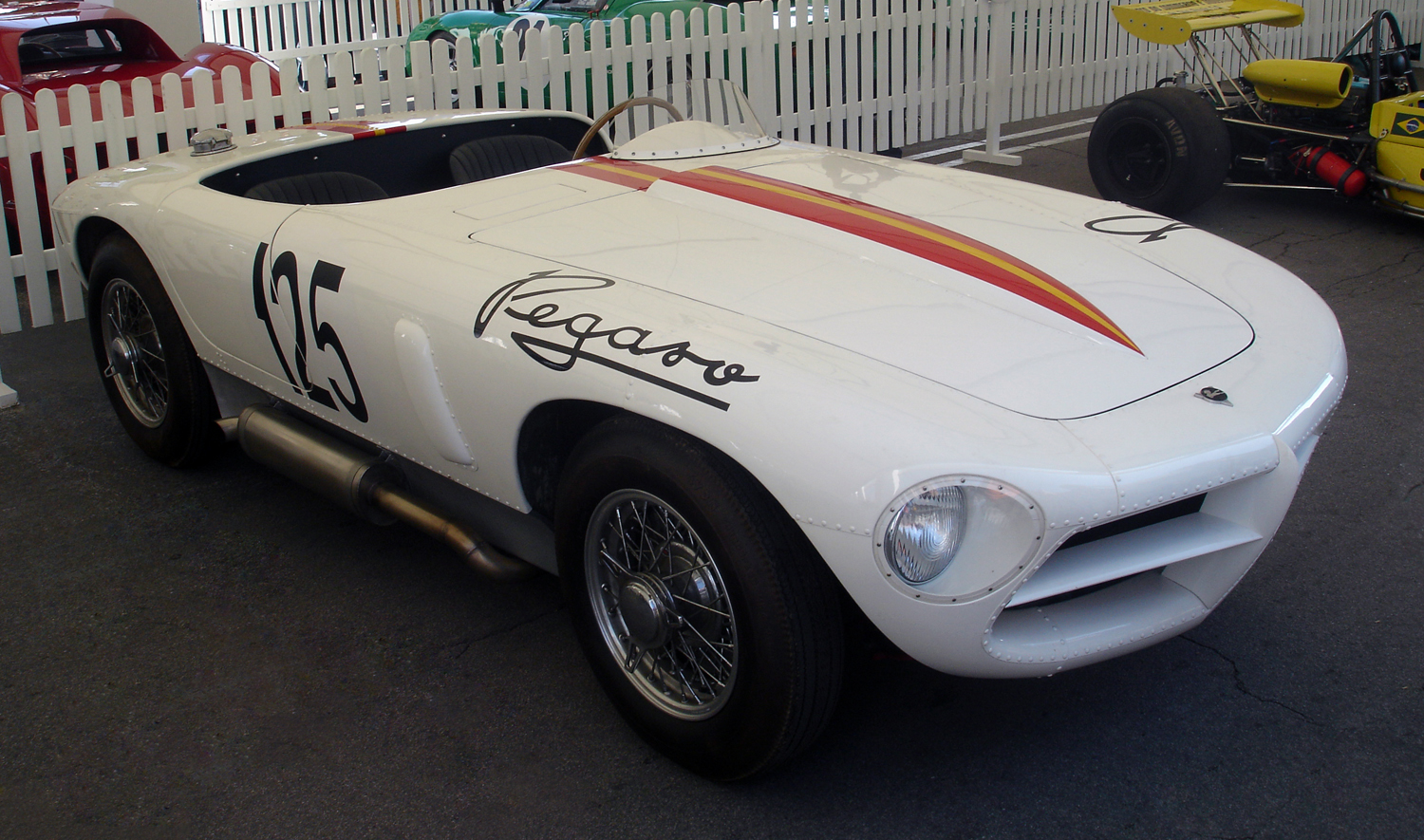
Pegaso Z102 Spider Rabassada

У 1953 році будується 2.5 л компресорний Pegaso Z102 Spider Rabassada для змагань з підйому на однойменну гору, машина з такою назвою була і у «Хіспано-Сюїза».
Кузов цього автомобіля був виготовлений силами «ЕНАСА», виготовлений він був з листів алюмінію, цей автомобіль приніс першу перемогу фірмі. Хоакім Паласіо прийшов першим на цій машині до фінішу, обігнавши Хуана Ховера, який їхав на Maserati і Франциско Годіа, який управляв Cisitalia. Селсу Фернандес, який керував такою ж машиною, прийшов 4, обігнавши Jaguar XK120 і Allard.

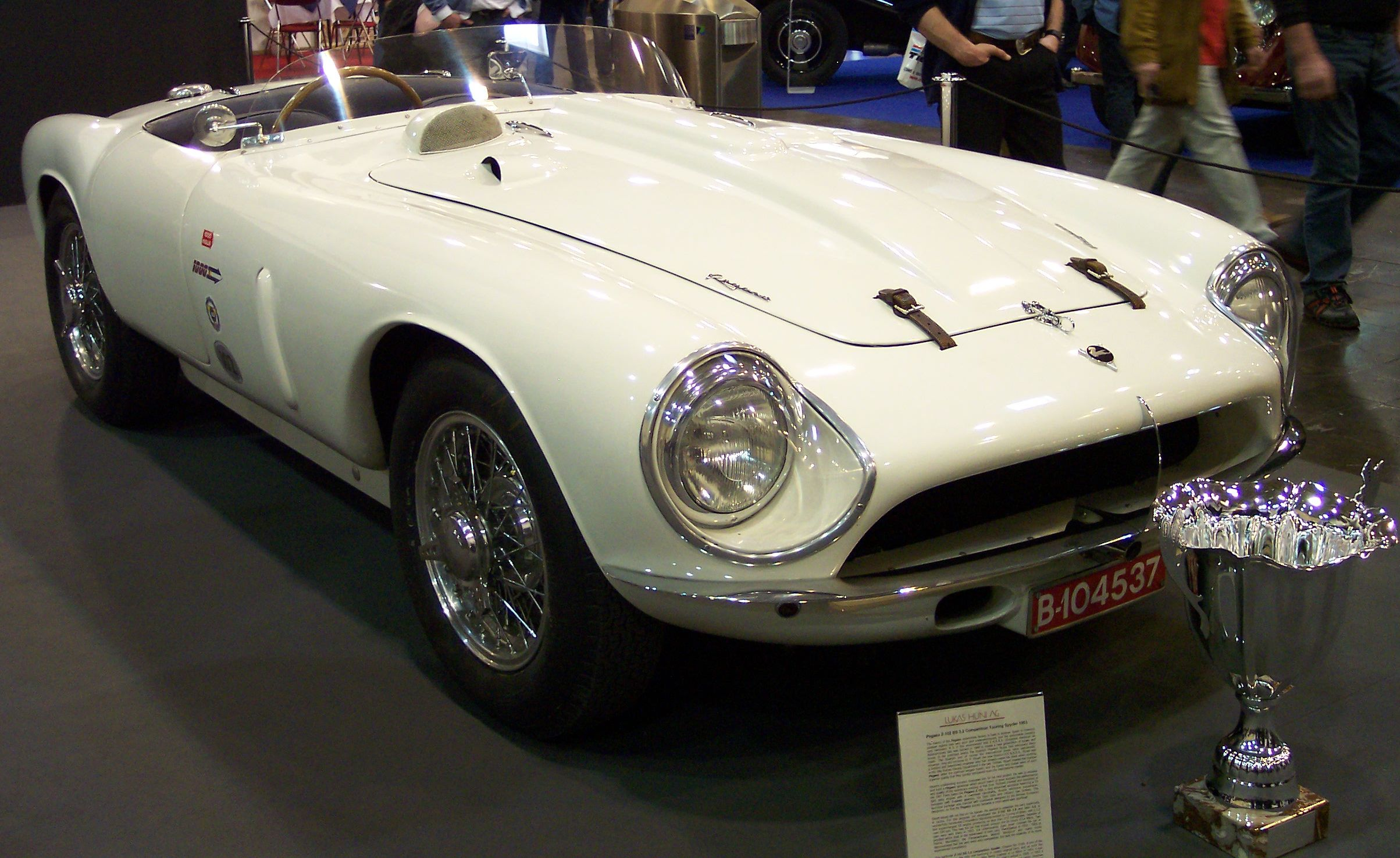
Pegaso Z102BS Spider Touring Competicion

Для гонок в Ле-Мані були побудовані нові машини з 3.2 л компресорними моторами, машини з такими моторами отримали приставку BS.
Однак під час тренувальних заїздів автомобілі, які могли розганятися до 230 км/год, показали себе не з найкращого боку, один автомобіль під керуванням Хоакіма Паласіо зійшов з траси через відмову гальм, але другий, під керуванням Хуана Ховера, одного з найкращих іспанських гонщиків, потрапив в так званий «хлист», гонщик не міг зловити автомобіль, в результаті вилетів з траси, гонщик отримав численні переломи ніг і травму голови, після цієї трагедії Рікарт вирішив зняти заводську гоночну команду з міжнародних змагань.

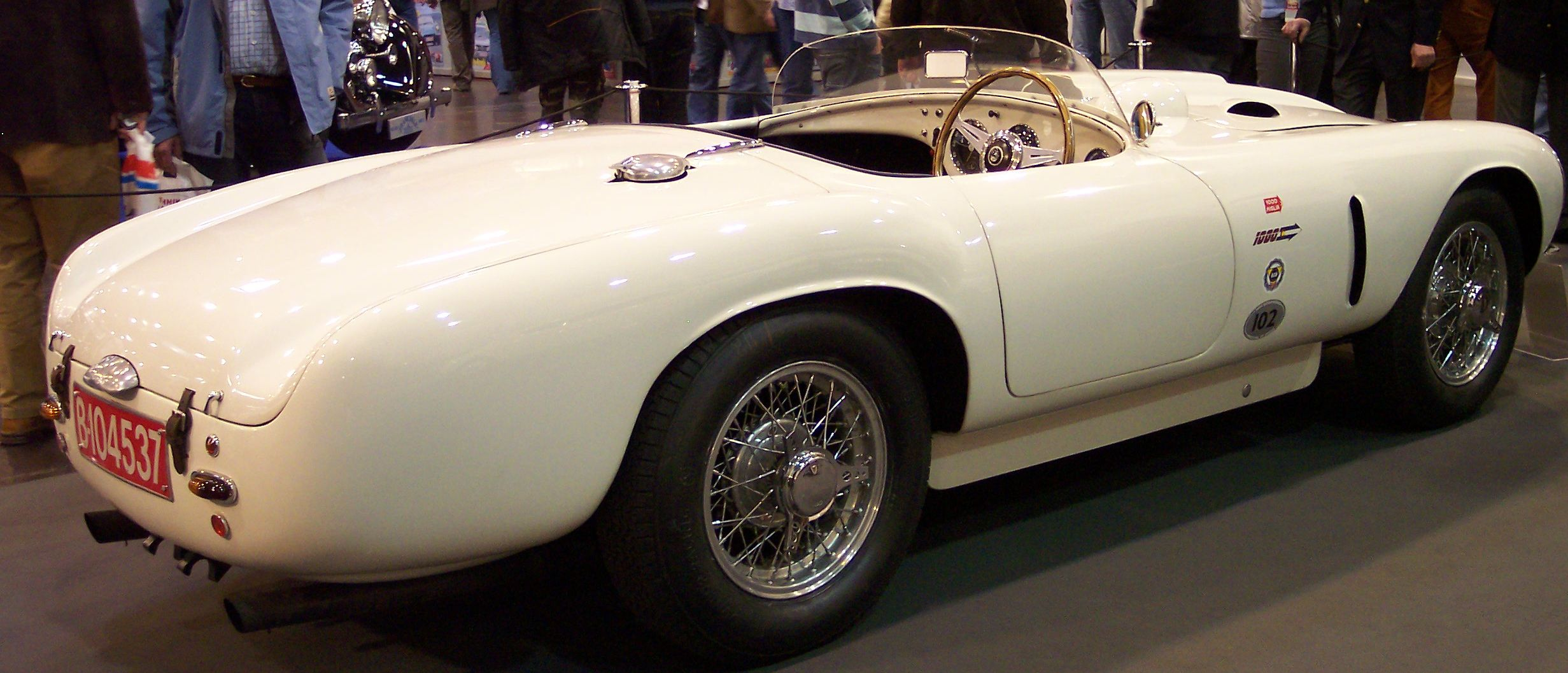
Pegaso Z102BS Spider Touring Competicion

Однак, пішовши з гонок, чому не брати участь на прямі заїзди, адже навіть стандартний автомобіль розганяється до 190 км/год. Фірма «ЕНАСА» будує автомобіль для рекордного заїзду в місті Остенде (Бельгія), так званий Flying Mile, тобто заїзд на милю. Рекордсменом на ній серед серійних машин був Jaguar XK. Автомобіль, побудований для «рекорду», мав специфічний вид, водій сидів якомога ближче до краю машини, над ним був обтічний купол, посередині машини знаходився 200 л бак. Однак під час підготовки до заїзду у машини трапилася проблема, 2.5 л компресорний мотор перестав тримати оберти, тоді було вирішено виставити вцілілий і взятий з собою про всяк випадок Spider Touring Competicion. Цей автомобіль і поставив новий рекорд — 243 км/год. Проте вже через місяць Jaguar привіз D-type, який розвинув вже 275 км/год, ставши найшвидшим автомобілем.
До речі, коли машину налаштували, то з'ясувалося, що всі ці аеродинамічні хитрощі марні, оскільки машина розвинула таку ж швидкість, що і відкритий автомобіль. До речі, через рік Рікарт побудував 360-сильний варіант цієї машини, який, ймовірно, міг би розвинути швидкість понад 300 км/год, однак в одноразовому заїзді ягуаровський рекорд так і не був побитий.

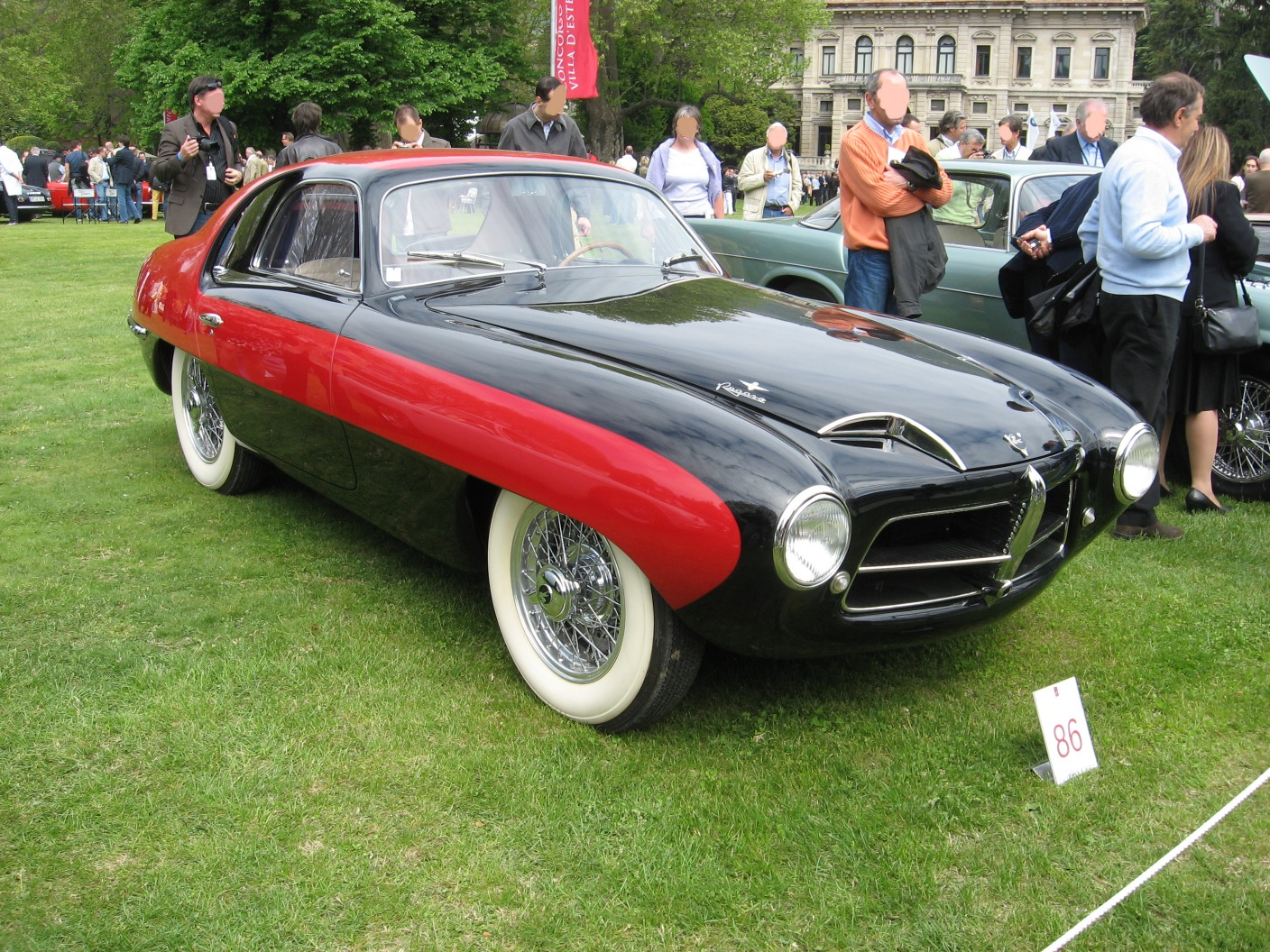
Pegaso Z102B Thrill by Touring

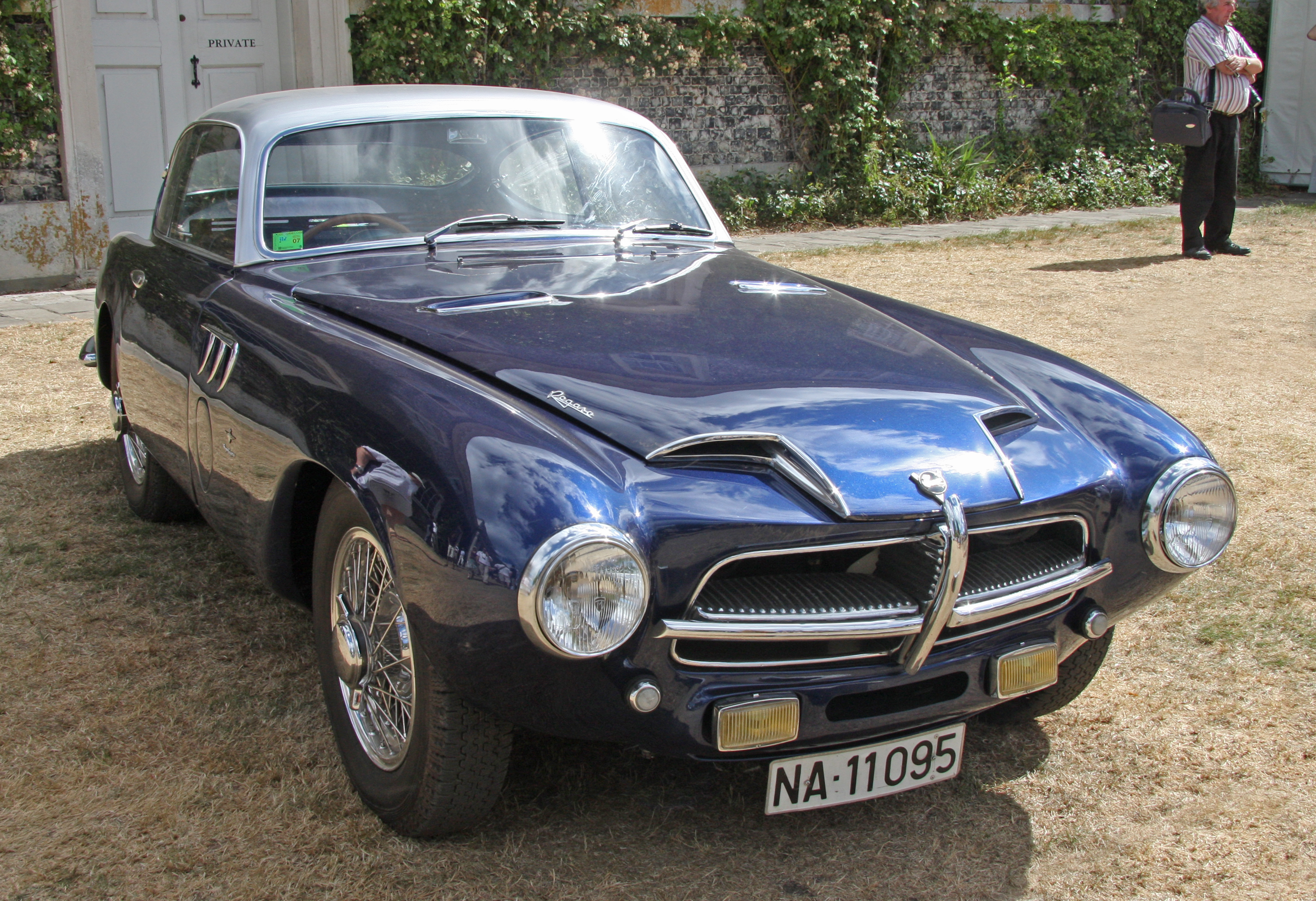
Pegaso Z102B

Серед серійних автомобілів 1953 року, до речі, всього разом зі гоночними авто в цьому році було вироблено 21 шасі, стала модель Thrill, виготовлена італійською фірмою Touring. Цей 2.8 л автомобіль був замовлений ще в 1952 році генералом Франко як подарунок Евітте Перон, але та померла від раку в липні 1952 року, так що цей красивий авто, який був готовий в 1953 році, демонструвався на Паризькому автосалоні, рекламуючи витонченість автомобілів марки «Пегасо».

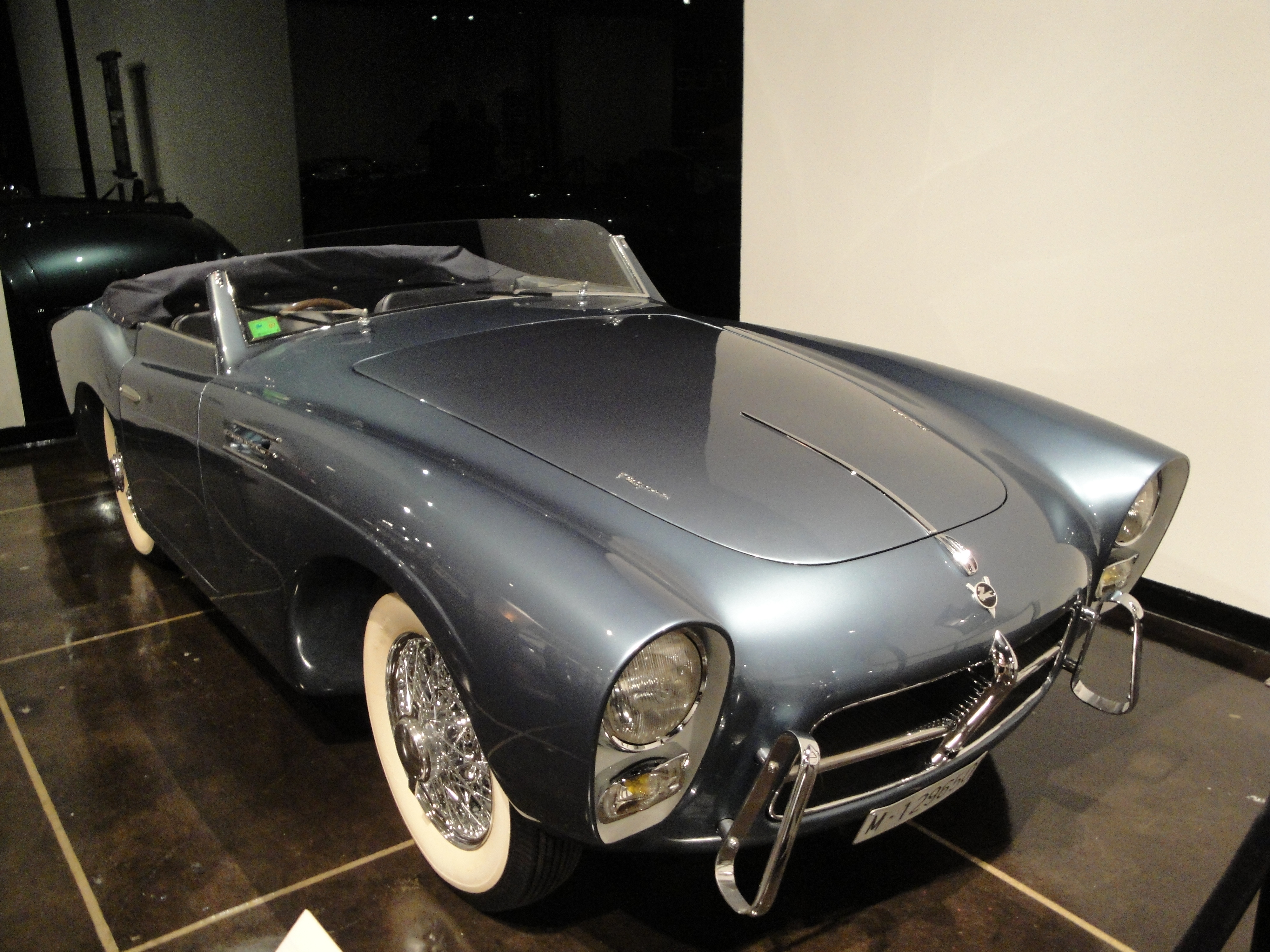
Pegaso Z102B CS2 Cabriolet Saoutchik

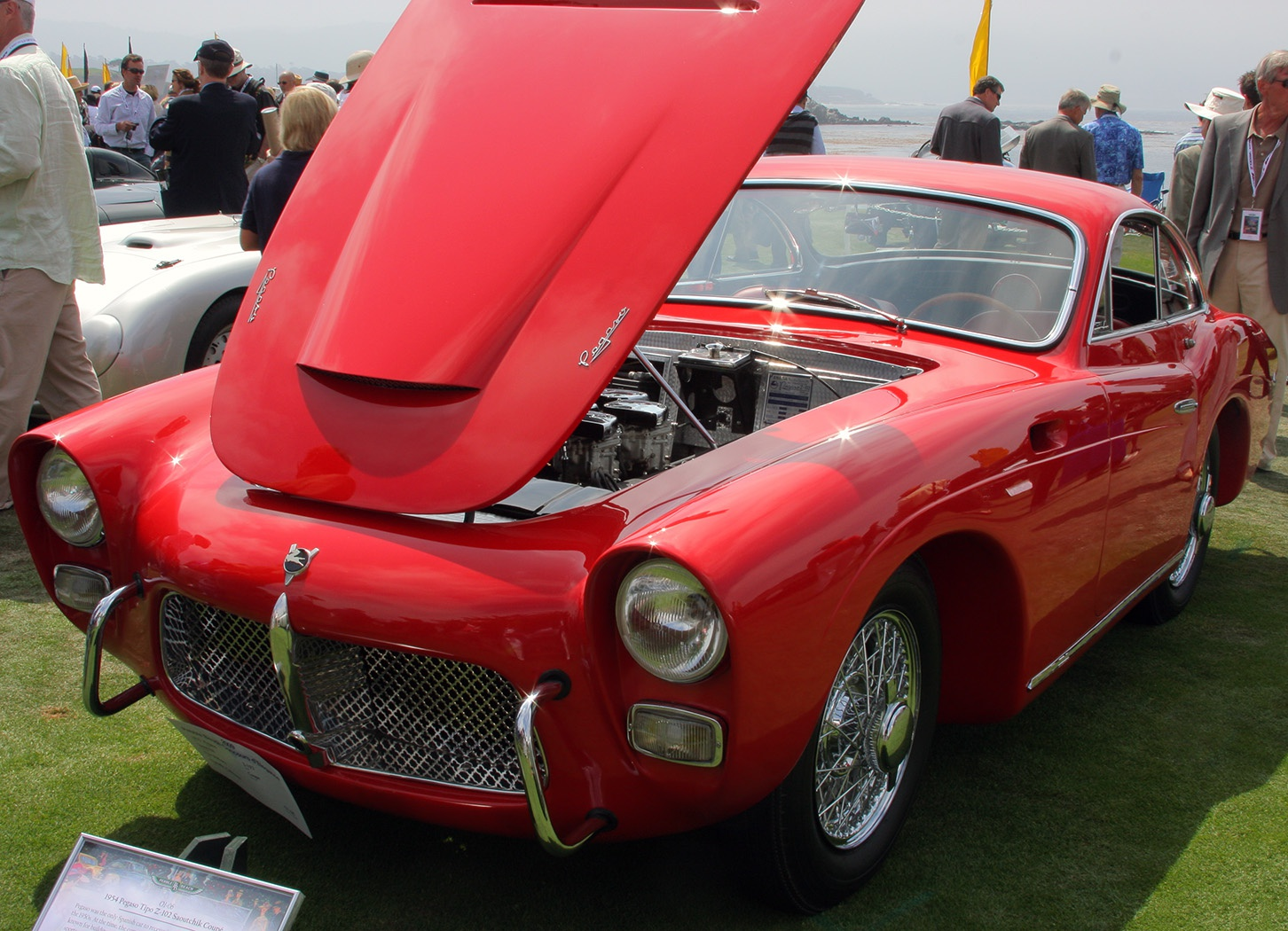
Pegaso Z102B Coupe Saoutchik

У 1954 році було виготовлено 18 машин, цього року оновлюється дизайн передка базової машини.

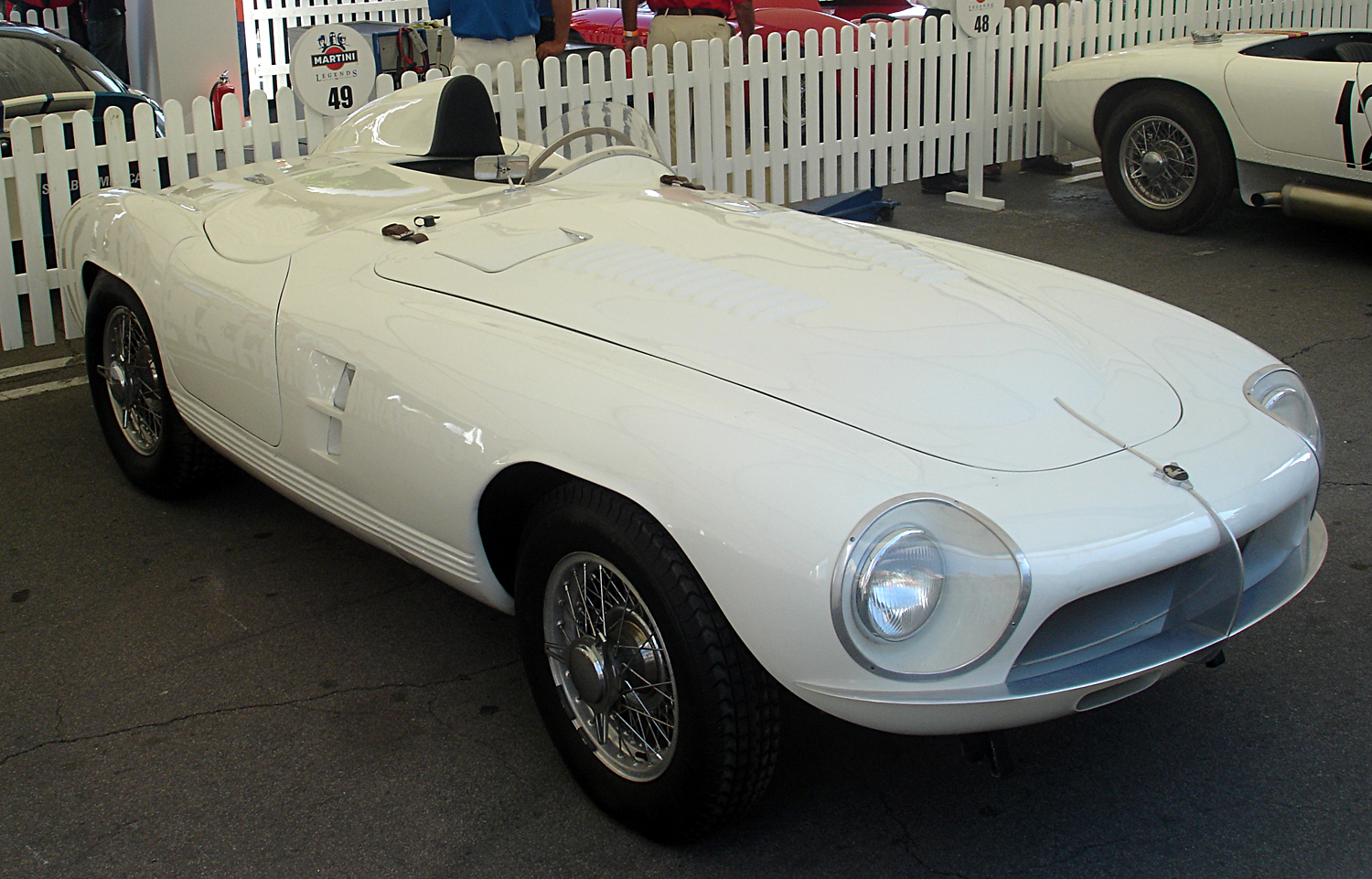
Pegaso Z102B Spider Pedralbes

Тоді ж був готовий проєкт, який було розпочато ще в 1953 році — побудова гоночного автомобіля Pedralbes для однойменних гонок.
Проте жоден з двох автомобілів, які мали потужність 360 сил і максимальну швидкість в 295 км/год, не зміг дійти до фінішу.

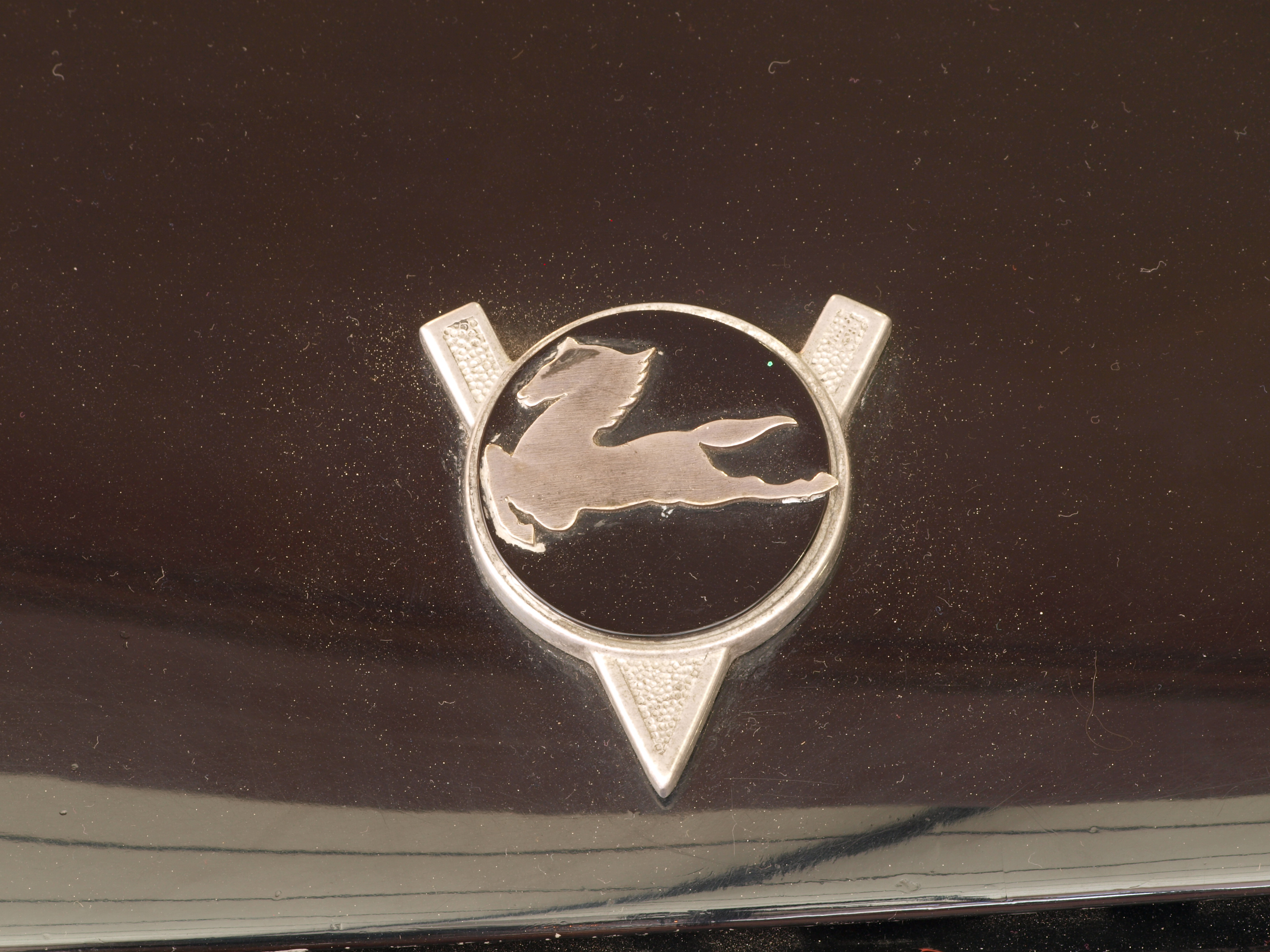
Логотип Pegaso

У тому ж році на прохання Рафаеля Трухільйо фірма виставляє автомобіль на гонках Carrera Pan Americana, Хоакім Паласіо і Селсу Фернандез досить успішно йшли, незважаючи на те, що їм довелося до цього займатися доведенням автомобіля по прибуттю в Мексику, оскільки в Латинській Америці паливо було іншої якості. Вони йшли в загальному заліку третіми після двох «Феррарі», коли на 4 етапі гонок, виїжджаючи з повороту на швидкості близько 210 км/год, вони помічають купу народу, що стовпилися біля автомобіля, який вчинив аварію, однак Паласіо робить наїзд і його «Пегасо» злітає у повітря, сам Паласіо дивом залишається цілим, зачепившись за кактус, але машина була знищена, а гонку виграв «Феррарі» під управлінням Мальйолі.

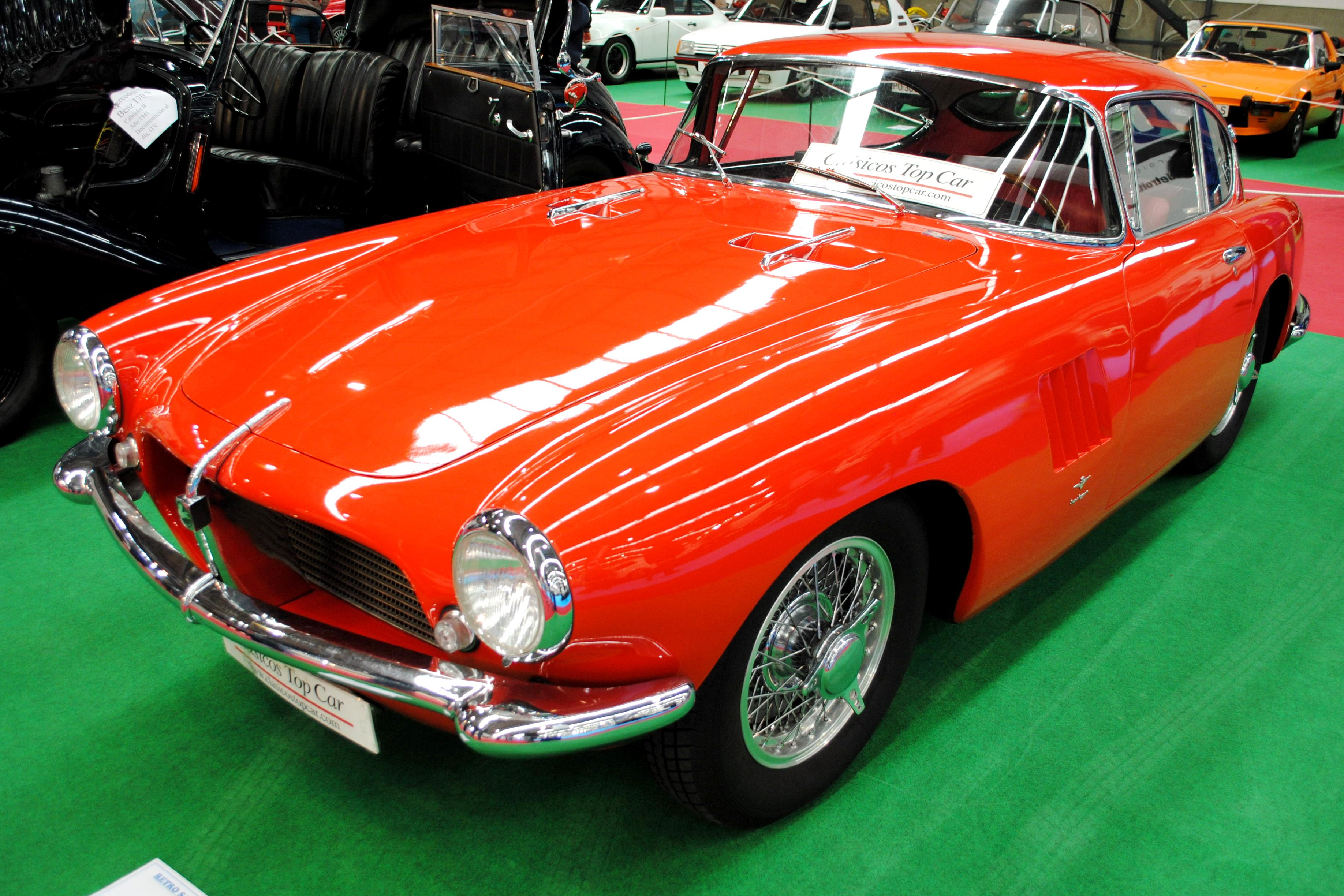
Pegaso Z103 Berlineta Touring Panorámica

У 1954 році Рікарт хоче побудувати Формулу-1 з 2.5 л двохвальним 4-циліндровим мотором, машина отримує назву Z105 і навіть стартовий номер — 32, для участі в Гра-Прі Іспанії 1954 року, однак вона не отримує фінансування, так що машина так і не закінчена ні до цих перегонів, ні до наступних, паралельно Рікарт веде роботу над седаном Z104, на який планується встановлювати мотори, об'ємом 3.9, 4.4 і 4.7 л. Однак і цей проєкт так і залишився на папері, але були виготовлені двигуни. У підсумку Рікарт вирішив встановити здоровенний 4.7 л 300-сильний мотор на шасі Z102, так вийшов Z103. Машину представили на Паризькому автосалоні в 1955 році.
Автомобілів з таким мотором було побудовано всього 3.
У 1955 році було побудовано 13 машин, у наступному 1956 році — всього 6. Продажі падали, Рікарт вирішив побудувати 6-циліндровий мотор, об'ємом 3 л, для сімейної машини, проте уряд не планує фінансувати і цей проєкт (Z106). А через рік ENASA і зовсім припиняє виробництво легкових автомобілів, продавши за 1957 рік всього 5 автомобілів.
Рікарт знаходиться на посту технічного директора до 1959 року, проєктуючи вантажівки, автобуси та інші нецікаві для нього автомобілі, після сварки з генералом Франко, який вичитує його за те, що Рікарт женеться за технічним прогресом, а не за економічними показниками. Рікарт їде до Франції, де отримує посаду директора фірми Lockheed. Після його відходу з ENASA і CETA вся документація і обладнання для виробництва Z102/103 знищується, робиться це для того, щоб стерти з історії роботу, виконану кривдником Франко — Рікартом.
У 1961 році ENASA купує ліцензію на виробництво в італійської фірми Viberti, оскільки власні вже до цього часу застаріли. Через 2 роки купується ліцензія на кузови фірми Setra, на які встановлюються мотори та інші великі вузли, вироблені фірмою ENASA. У 1968 році ENASA купує компанію S.A.V.A., яка випускає вантажівки за ліцензією British Motor Corporation, вони починають випускатися під маркою Pegaso.

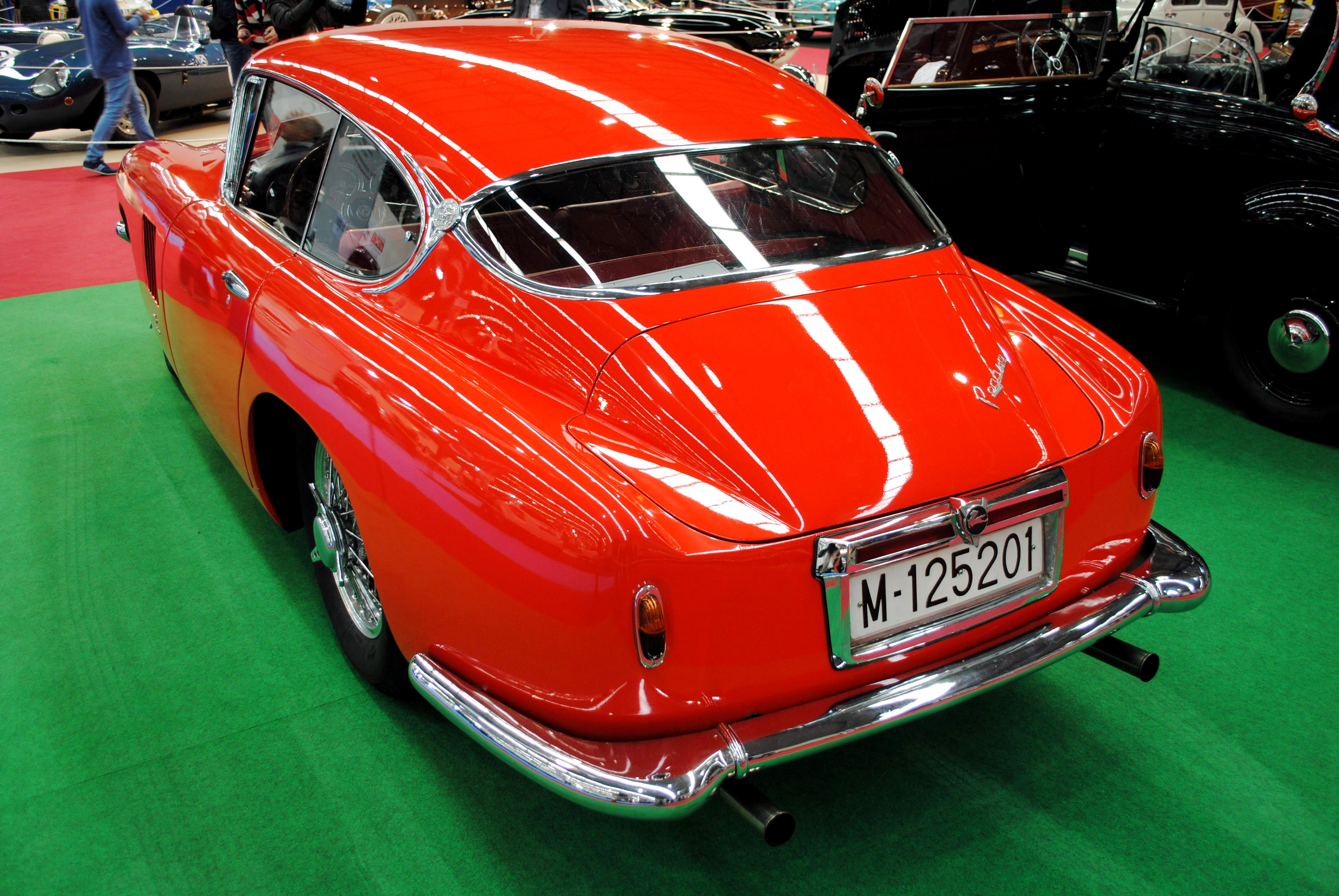
Pegaso Z103 Berlineta Touring Panorámica

У 1979 році американський дизайнер на ім'я Раффі Мунасян разом з Біллом Міллером починають будувати ходовий прототип Pegaso Dual Turbo. Автомобіль був побудований на просторовій рамі, кузов зроблений зі склопластику, мотор був узятий від «Шевроле», об'ємом 5.7 л, він мав два карбюратора Weber і два турбокомпресори, звідси і назва машини, розвивав цей автомобіль 500 сил. Литі колеса були також зроблені за проєктом Мунасяна на замовлення. Всього до 1983 року було побудовано 3 таких автомобіля. Сьогодні перша машина зберігається в музеї в США.

## Pegaso у складі компанії Iveco. Припинення виробництва автомобілів
У 1983 році ENASA купує британського виробника вантажівок Seddon Atkinson, а через 2 роки отримує ліцензію на використання кабін вантажівок фірми DAF на вантажних Pegaso і Seddon Atkinson. У 1985 році вантажівка марки Pegaso бере участь в марафоні Ралі Фараонів, де займає перше місце, через рік повторює свій успіх уже на ралі Париж-Дакар.

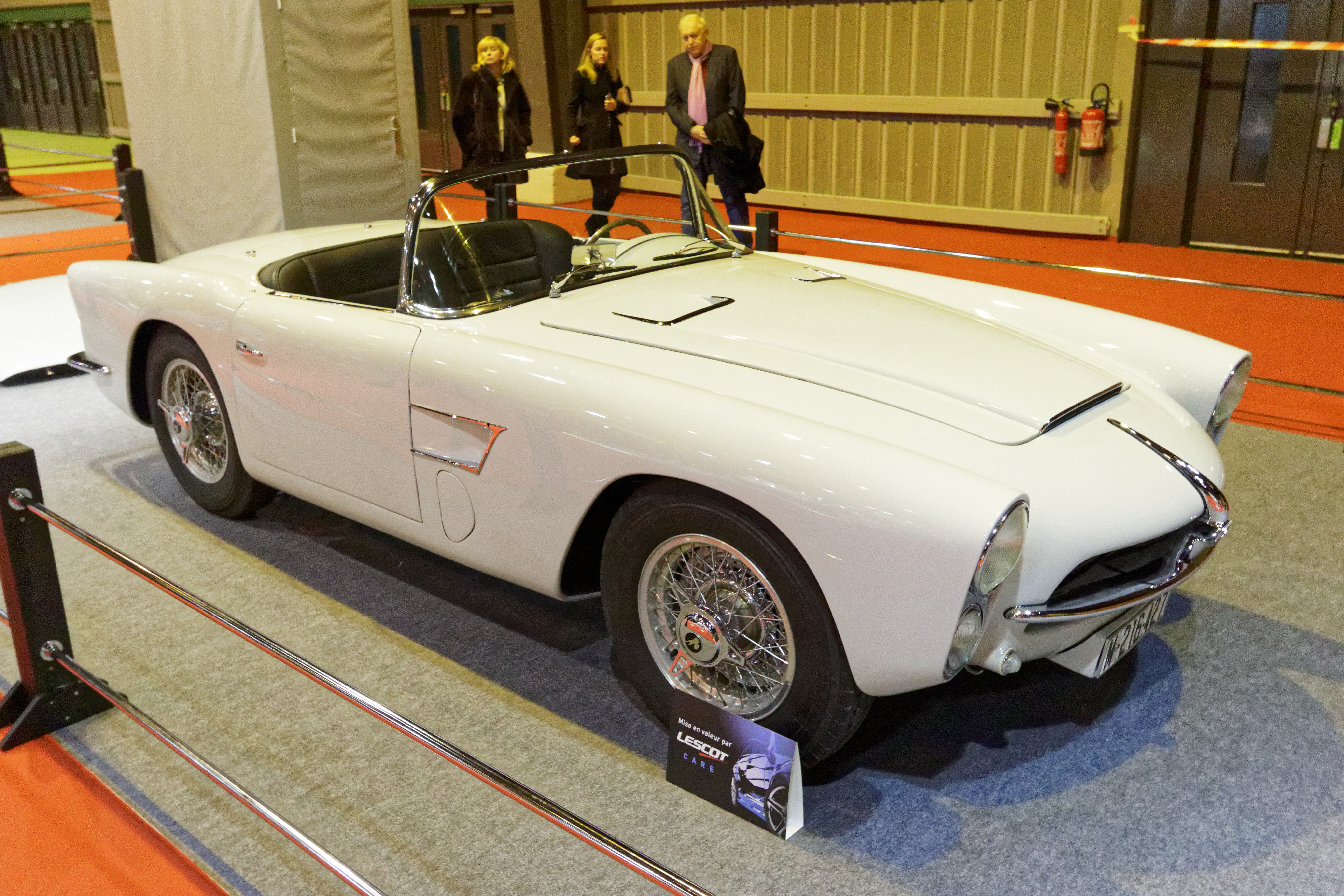
Pegaso Z103 Spider Serra Replica

У 1990 році концерн ENASA купується італійським IVECO, в 1991 році за сприяння британської фірми IAD будується 11 реплік Z103 Spider Serra, від оригіналу вони відрізняються мотором 3.9 л від «Ровера», дисковими гальмами та іншим розташуванням бака, зовні — трохи іншим нахилом лобового скла, конструкція складання даху зроблена так, щоб не тиснути на голову пасажира і водія, також змінена задня оптика для норм нового часу.

## Закриття компанії
У 1994 році була виготовлена остання вантажівка марки Pegaso, в 1995 році був випущений і останній мотор цього бренду. Надалі «Івеко» ще кілька років продавала військову продукцію своєї марки під маркою Pegaso, але це радше для того, щоб отримати контракти в іспанських військових.
Загалолм було виготовлено 84 автомобілі серій 102/103, з них 20 мали кузови, побудовані на потужностях заводу, 18 було побудовано ательє Saoutchik, 42 автомобілі — італійською фірмою Touring і 4 — каталонським кузовобудівником Peter Serra.
Машини не здобули лаврів на гоночних трасах, але це були одні з найшвидших автомобілів свого часу. І як казав директор заводу ENASA сеньйор Каррерас: «Ми, бідні люди, творимо твори мистецтва для багатих».

## Список легкових автомобілів Pegaso
- 1951 — Pegaso Z102
- 1952 — Pegaso Z102B
- 1955 — Pegaso Z103